# Borrelia burgdorferi
Borrelia burgdorferi è un batterio spiraliforme Gram negativo di piccole dimensioni per cui si preferisce la colorazione GIEMSA per l'osservazione al microscopio.
Rientra nel genere Borrelia, famiglia Spirochaetaceae, ordine Spirochaetales.
È un batterio mobile: possiede un apparato endoflagellare molto abbondante. 
Differentemente da Borrelia Recurrentis, è dotato di stabilità antigenica.
È l'agente eziologico della Borreliosi di Lyme. 

## Borreliosi di Lyme
Zoonosi: il serbatoio animale per eccellenza sono i roditori, ma anche cervi e caprioli. 
È veicolata all'uomo dalla zecca Ixodes. 
Dopo la puntura, il batterio si localizza nei linfonodi regionali con conseguente adenopatia. 
In seguito a batteriemia diffonde poi nei vari organi. 
La malattia si sviluppa in 3 stadi: 
1) Manifestazione cutanea. A circa 1 mese dalla puntura si manifesta come una zona affossata nel luogo della puntura che evolve in eritema (Si parla di Eritema Cronico Migrante). Altri sintomi possono essere sintomi simil influenzali come febbre, brividi e malessere o sintomi simil meningite come cefalea e dolore nucale. 
Il riconoscimento dell'ECM (Eritema Cronico Migrante) è alla base della diagnosi clinica. 
2) Batteriemia. A 5 mesi dalla puntura si rivelano i sintomi dovuti alla diffusione del batterio nell'organismo come disturbi cardiaci, neurologici e muscolari che possono condurre a paralisi. 
3) Fase terminale. A 7 mesi dalla puntura, possono verificarsi ulteriori alterazioni a livello del SNC e della cute dovuti alla partecipazione delle citochine infiammatorie prodotte in risposta alla presenza del batterio. Tali alterazioni sono di tipo distruttivo. 
Dal momento che i sintomi compaiono a distanza di anche molto tempo dalla puntura è consigliato conservare la zecca una volta rimossa per circa 12 mesi per facilitare un'eventuale diagnosi. 
La diagnosi è prevalentemente clinica. È possibile coltivare il batterio su terreno liquido di Kelly. 
La terapia è basata su penicilline o tetracicline e macrolidi in caso di allergie.